# Jan Klein (Immunologe)

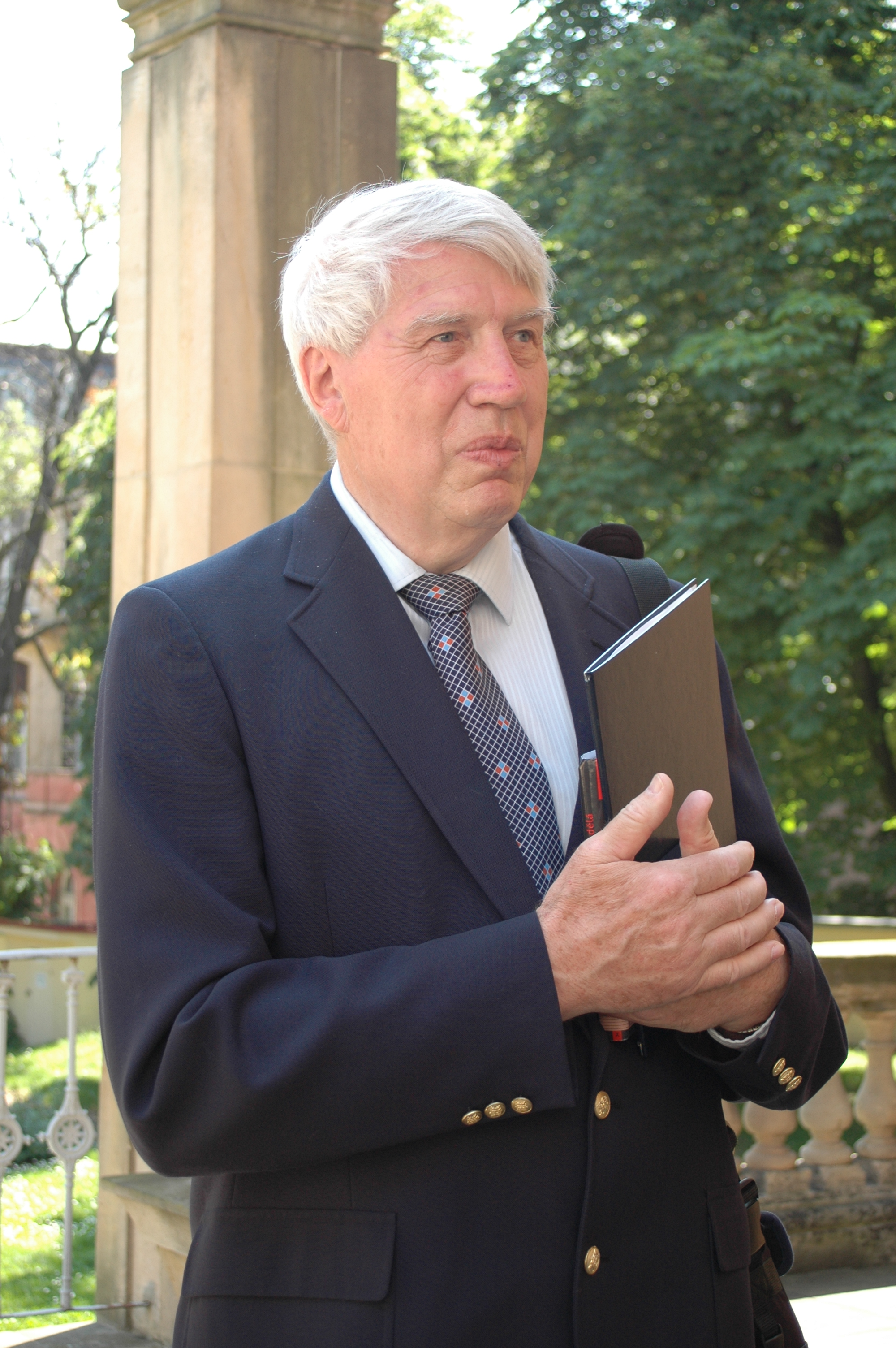
Jan Klein, 2006

Jan Klein (* 18. Januar 1936 in Štemplovec, Tschechoslowakei; † 7. Mai 2023 in State College, Pennsylvania/USA) war ein tschechisch-US-amerikanischer Immunologe.

## Werdegang
Klein studierte Botanik an der Karls-Universität Prag, wo er 1958 sein Diplom magna cum laude machte. 1958 bis 1961 war er Lehrer an einem Gymnasium in Prag und wurde 1965 an der Tschechoslowakischen Akademie der Wissenschaften promoviert. Als Post-Doktorand ging er an die Stanford University, wo er 1969 Assistant Professor wurde. 1973 wurde er Associate Professor an der University of Michigan und 1975 Professor am Southwestern Medical Center der University of Texas. 1977 bis zu seiner Emeritierung 2004 war er Direktor am Max-Planck-Institut für Biologie in Tübingen und Leiter der Immungenetik am Institut. Bis zu seinem Tod war er Professor an der Pennsylvania State University. Er war auch Professor an der University of Miami.
Klein war bekannt für seine Beiträge zur Erforschung des Haupthistokompatibilitätskomplexes (MHC), einer Hauptsäule des adaptiven Immunsystems, und den zugehörigen Genen. Er führte die Unterscheidung der Gene in zwei Klassen I und II ein. Während Gene der Klasse I schon seit 1936 bekannt waren als Gene für Blutgruppen, entdeckte Klein mit Kollegen (Vera Hauptfeld und seine Ehefrau Dagmar Klein), dass Gene der Klasse II für die Menge der Antikörper verantwortlich waren, die als Antwort auf fremde Antigene gebildet werden. Gemeinsam bilden sie ein Cluster auf dem Chromosom 6, für die Klein die Bezeichnung MHC fand.
Er vertrat eine breit angelegte Konzeption der Immunologie als biologische Wissenschaft der Unterscheidung von Selbst und Nicht-Selbst.
Er untersuchte auch mit Hilfe des MHC Komplexes Änderungen des Erbguts in der Evolution und entwarf seine TSP Hypothese (Trans-Species Polymorphism). Mit Hilfe der Genetik des Immunsystems verfolgte er die Entstehung von Arten, z. B. die Evolution der Galapagos-Finken und von Fischen im Viktoriasee in Ostafrika.
Klein veröffentlichte eine Biographie von Gregor Mendel.
2003 erhielt er in Brünn die Gregor-Mendel-Medaille. Er war Ehrenmitglied der American Association of Immunologists, der französischen Gesellschaft für Immunologie, der skandinavischen Gesellschaft für Immunologie und Fellow der American Association for the Advancement of Science. Er war Ehren-Professor an der Karls-Universität in Prag.
Klein war seit 1977 US-Staatsbürger.
Er war Gründungsherausgeber der Zeitschrift Immunogenetics. Am 7. Mai 2023 starb Jan Klein im Alter von 87 Jahren in State College, Pennsylvania.

## Schriften
- Biology of the Mouse Histocompatibility-2 Complex. Principles of Immunogenetics Applied to a Single System, Springer-Verlag, 1975
- The Science of Self-Non-Self Discrimination, Wiley 1982
- Natural history of major histocompatibility complex; Wiley 1986
- Immunology, Oxford, Blackwell 1990, 2. Auflage mit Vaclav Horejsi 1997, deutsch Immunologie, VCH, Weinheim 1991[3]
- mit Naoyuki Takahata Where do we come from?, Springer Verlag 2002
- mit Norman Klein: Solitude of a Humble Genius – Gregor Johann Mendel, Band 1 (Formative Years), Springer 2013